# Junco vulcani
Junco vulcani là một loài chim trong họ Emberizidae.